# Francisco Espinoza Dueñas
Francisco Espinoza Dueñas   (Lima, 1926 - Sevilla, 2020) fou un artista plàstic que desenvolupa la seva activitat a través de la pintura, la ceràmica, el gravat litogràfic i el dibuix. La seva obra és reconeguda internacionalment. Ha aconseguit diferents premis, entre ells els de litografia concedits per l'Acadèmia de San Fernando de Madrid i la Universitat de la Sorbona de París (França). Des de l'any 1989 resideix a Constantina (Sevilla).
Es va formar artísticament a l'Escola Nacional de Belles Arts de Lima. En 1955 es va traslladar a Espanya, gràcies a una beca concedida per l'Institut de Cultura Hispànica, la qual cosa li va permetre estudiar la tècnica de pintura al fresc a l'Escola de Belles arts de Sant Fernando i els procediments de litografia a l'Escola Nacional d'Arts Gràfiques.
El 1958 es va traslladar a París, on es va iniciar al món de la ceràmica en la Manufactura Nacional de Sevres. Posteriorment va viatjar a Cuba i Perú, en aquesta etapa una de les seves obres més destacades va ser una pintura mural de grans dimensions en homenatge a César Vallejo. A continuació va residir als Estats Units, país en el qual va desenvolupar un projecte en commemoració del V Centenari del descobriment d'Amèrica sota el lema Mosaic Atlàntic. Des de 1989 viu i treballa a Andalusia.